# Список міністрів юстиції Росії

## Російська імперія
| Міністр       | Міністр                          | Термін повноважень | Термін повноважень | Імператор   |
| ------------- | -------------------------------- | ------------------ | ------------------ | ----------- |
|               | Гавриїл Державін                 | 8 вересня 1802 р   | 7 жовтня 1803 р    | Олександр І |
|               | Петро Лопухін                    | 8 жовтня 1803 р    | 1 січня 1810 р     | Олександр І |
|               | Іван Дмитрієв                    | 1 січня 1810 р     | 30 серпня 1814 р   | Олександр І |
|               | Дмитро Трощинський               | 30 серпня 1814 р   | 25 серпня 1817 р   | Олександр І |
|               | Принц Дмитро Лобанов-Ростовський | 25 серпня 1817 р   | 18 жовтня 1827 р   | Олександр І |
| Микола І      | Принц Дмитро Лобанов-Ростовський | 25 серпня 1817 р   | 18 жовтня 1827 р   |             |
|               | Принц Олексій Долгоруков         | 18 жовтня 1827 р   | 20 вересня 1829 р  |             |
|               | Дмитро Дашков                    | 20 вересня 1829 р  | 14 лютого 1839 р   |             |
|               | Граф Дмитро Блудов               | 14 лютого 1839 р   | 31 грудня 1839 р   |             |
|               | Граф Віктор Панін                | 31 грудня 1839 р   | 21 жовтня 1862 р   |             |
| Олександр II  | Граф Віктор Панін                | 31 грудня 1839 р   | 21 жовтня 1862 р   |             |
|               | Дмитро Замятін                   | 21 жовтня 1862 р   | 18 квітня 1867 р   |             |
|               | Принц Сергій Урусов              | 18 квітня 1867 р   | 15 жовтня 1867 р   |             |
|               | Граф Костянтин Пален             | 18 квітня 1867 р   | 30 травня 1878 р   |             |
|               | Дмитро Набоков                   | 30 травня 1878 р   | 6 листопада 1885 р |             |
| Олександр III | Дмитро Набоков                   | 30 травня 1878 р   | 6 листопада 1885 р |             |
|               | Микола Манасеїн                  | 6 листопада 1885 р | 1 січня 1894 р     |             |
|               | Микола Муравйов                  | 1 січня 1894 р     | 14 січня 1905 р    |             |
| Микола II     | Микола Муравйов                  | 1 січня 1894 р     | 14 січня 1905 р    |             |
|               | Сергій Манухін                   | 21 січня 1905 р    | 16 грудня 1905 р   |             |
|               | Михайло Акімов                   | 16 грудня 1905 р   | 24 квітня 1906 р   |             |
|               | Іван Щегловітов                  | 24 квітня 1906 р   | 6 липня 1915 р     |             |
|               | Олександр Хвостов                | 6 липня 1915 р     | 7 липня 1916 р     |             |
|               | Олександр Макаров                | 7 липня 1916 р     | 20 грудня 1916 р   |             |
|               | Микола Добровольський            | 20 грудня 1916 р   | 28 лютого 1917 р   |             |

## Тимчасовий уряд (Російська республіка)
| Міністр | Міністр | Міністр              | Вечірка                                              | Термін повноважень   | Термін повноважень | прем'єр-міністр | прем'єр-міністр      |
| ------- | ------- | -------------------- | ---------------------------------------------------- | -------------------- | ------------------ | --------------- | -------------------- |
|         |         | Олександр Керенський | Партія соціалістів-революціонерів                    | 15 березня 1917 року | 18 травня 1917 р   |                 | Георгій Львів        |
|         |         | Павло Переверзєв     | Трудова група                                        | 18 травня 1917 р     | 19 липня 1917 р    |                 | Георгій Львів        |
|         |         | Іван Єфремов         | Прогресивна партія                                   | 23 липня 1917 р      | 6 серпня 1917 р    |                 | Олександр Керенський |
|         |         | Олександр Зарудний   | Народна соціалістична партія                         | 6 серпня 1917 р      | 15 вересня 1917 р  |                 | Олександр Керенський |
|         |         | Олександр Дем'янов   | Народна соціалістична партія                         | 15 вересня 1917 р    | 8 жовтня 1917 р    |                 | Олександр Керенський |
|         |         | Павло Малянтович     | Соціал-демократична робоча партія </br> ( меншовик ) | 8 жовтня 1917 р      | 7 листопада 1917 р |                 | Олександр Керенський |

## РСФСР
| Міністр | Міністр               | Міністр                    | Партія                                              | Термін повноважень     | Термін повноважень     | Глава держави | Глава держави |
| ------- | --------------------- | -------------------------- | --------------------------------------------------- | ---------------------- | ---------------------- | ------------- | ------------- |
|         |                       | Георгій Оппоков            | Соціал-демократична робітнича партія (більшовицька) | 8 листопада 1917 року  | 29 листопада 1917 року |               | Лев Каменєв   |
|         |                       | Петро Стучка               | Соціал-демократична робітнича партія (більшовицька) | 29 листопада 1917 року | 22 грудня 1917 року    |               | Яків Свердлов |
|         |                       | Ісаак Штайнберг            | Партія лівих соціалістів-революціонерів             | 22 грудня 1917 року    | 18 березня 1918 року   |               | Яків Свердлов |
|         |                       | Петро Стучка               | Комуністична партія                                 | 18 березня 1918 року   | 14 вересня 1918 року   |               | Яків Свердлов |
|         |                       | Дмитро Курський            | Комуністична партія                                 | 14 вересня 1918 року   | 16 січня 1928 року     |               | Яків Свердлов |
|         | Михайло Владимирський | Дмитро Курський            | Комуністична партія                                 | 14 вересня 1918 року   | 16 січня 1928 року     |               |               |
|         | Михайло Калінін       | Дмитро Курський            | Комуністична партія                                 | 14 вересня 1918 року   | 16 січня 1928 року     |               |               |
|         |                       | Микола Янсон               | Комуністична партія                                 | 16 січня 1928 року     | 6 березня 1931 року    |               |               |
|         |                       | Микола Криленко            | Комуністична партія                                 | 5 травня 1931 року     | 20 липня 1936 року     |               |               |
|         |                       | Іван Булат                 | Комуністична партія                                 | 20 липня 1936 року     | 31 серпня 1937 року    |               |               |
|         |                       | Володимир Антонов-Овсєєнко | Комуністична партія                                 | 15 вересня 1937 року   | 11 жовтня 1937 року    |               |               |
|         |                       | Яків Дмитрієв              | Комуністична партія                                 | 17 жовтня 1937 року    | 25 січня 1940 року     |               |               |
|         | Олексій Бадаєв        | Яків Дмитрієв              | Комуністична партія                                 | 17 жовтня 1937 року    | 25 січня 1940 року     |               |               |
|         |                       | Костянтин Горшенін         | Комуністична партія                                 | 25 січня 1940 року     | 12 листопада 1943 року |               |               |
|         |                       | Іван Басавін               | Комуністична партія                                 | 5 січня 1944 року      | 5 жовтня 1949 року     |               |               |
|         | Микола Шверник        | Іван Басавін               | Комуністична партія                                 | 5 січня 1944 року      | 5 жовтня 1949 року     |               |               |
|         | Іван Власов           | Іван Басавін               | Комуністична партія                                 | 5 січня 1944 року      | 5 жовтня 1949 року     |               |               |
|         |                       | Федір Бєляєв               | Комуністична партія                                 | 5 жовтня 1949 року     | 11 червня 1953 року    |               |               |
|         | Михайло Тарасов       | Федір Бєляєв               | Комуністична партія                                 | 5 жовтня 1949 року     | 11 червня 1953 року    |               |               |
|         |                       | Анатолій Рубічев           | Комуністична партія                                 | 11 червня 1953 року    | 27 березня 1957 року   |               |               |
|         |                       | Володимир Болдирєв         | Комуністична партія                                 | 11 травня 1957 року    | 13 квітня 1963 року    |               |               |
|         | Микола Ігнатов        | Володимир Болдирєв         | Комуністична партія                                 | 11 травня 1957 року    | 13 квітня 1963 року    |               |               |
|         | Микола Органов        | Володимир Болдирєв         | Комуністична партія                                 | 11 травня 1957 року    | 13 квітня 1963 року    |               |               |
|         | Микола Ігнатов        | Володимир Болдирєв         | Комуністична партія                                 | 11 травня 1957 року    | 13 квітня 1963 року    |               |               |
|         |                       | Олексій Круглов            | Комуністична партія                                 | 13 квітня 1963 року    | 24 вересня 1970 року   |               |               |
|         | Михайло Яснов         | Олексій Круглов            | Комуністична партія                                 | 13 квітня 1963 року    | 24 вересня 1970 року   |               |               |
|         |                       | Володимир Блінов           | Комуністична партія                                 | 24 вересня 1970 року   | 15 лютого 1984 року    |               |               |
|         |                       | Олександр Сухарєв          | Комуністична партія                                 | 15 березня 1984 року   | 25 лютого 1988 року    |               |               |
|         | Володимир Орлов       | Олександр Сухарєв          | Комуністична партія                                 | 15 березня 1984 року   | 25 лютого 1988 року    |               |               |
|         |                       | Володимир Аболенцев        | Комуністична партія                                 | 5 квітня 1988 року     | 14 липня 1990 року     |               |               |
|         | Віталій Воротніков    | Володимир Аболенцев        | Комуністична партія                                 | 5 квітня 1988 року     | 14 липня 1990 року     |               |               |
|         | Борис Єльцин          | Володимир Аболенцев        | Комуністична партія                                 | 5 квітня 1988 року     | 14 липня 1990 року     |               |               |
|         |                       | Микола Федоров             | Комуністична партія                                 | 14 липня 1990 року     | 25 грудня 1991 року    |               |               |

## Російська Федерація
| Міністр | Міністр         | Міністр             | Вечірка     | Термін повноважень   | Термін повноважень   | президент | президент       |
| ------- | --------------- | ------------------- | ----------- | -------------------- | -------------------- | --------- | --------------- |
|         |                 | Микола Федоров      | Незалежний  | 25 грудня 1991 року  | 24 березня 1993 року |           | Борис Єльцин    |
|         |                 | Юрій Калмиков       | Незалежний  | 24 березня 1993 року | 7 грудня 1994 року   |           | Борис Єльцин    |
|         |                 | Валентин Ковальов   | Незалежний  | 5 січня 1995 року    | 2 липня 1997 року    |           | Борис Єльцин    |
|         |                 | Сергій Степашин     | Незалежний  | 2 липня 1997 року    | 29 березня 1998 року |           | Борис Єльцин    |
|         |                 | Павло Крашенинников | Незалежний  | 29 березня 1998 року | 17 серпня 1999 року  |           | Борис Єльцин    |
|         |                 | Юрій Чайка          | Незалежний  | 17 серпня 1999 року  | 23 червня 2006 р     |           | Борис Єльцин    |
|         | Володимир Путін | Юрій Чайка          | Незалежний  | 17 серпня 1999 року  | 23 червня 2006 р     |           |                 |
|         |                 | Володимир Устинов   | Незалежний  | 23 червня 2006 р     | 12 травня 2008 р     |           |                 |
|         |                 | Олександр Коновалов | Єдина Росія | 12 травня 2008 р     | 21 січня 2020 р      |           | Дмитро Медведєв |
|         | Володимир Путін | Олександр Коновалов | Єдина Росія | 12 травня 2008 р     | 21 січня 2020 р      |           |                 |
|         |                 | Олександр Коновалов | Єдина Росія | 12 травня 2008 р     | 21 січня 2020 р      |           |                 |
|         |                 | Костянтин Чуйченко  | Єдина Росія | 21 січня 2020 р      | Діючий               |           |                 |

## Дивись також
- Міністр юстиції
- Рада міністрів Росії
- Генеральний прокурор Росії

## Зовнішні посилання
- (рос.) List of Ministers of Imperial Russia (1802-1917)
- (рос.) Official site of the Public Prosecutor